# دان لانغي
دان لانغي (بالإنجليزية: Dan Langhi)‏ مواليد 28 نوفمبر 1977 في شيكاغو، هو لاعب كرة سلة أمريكي معتزل. بدأ مسيرته الاحترافية في سنة 2000. تم اختياره من قبل فريق دالاس مافيريكس خلال الدرافت. يبلغ طوله 6 قدم 11 بوصة (2.1 م). اعتزل اللعب في 2010.

## المسيرة الاحترافية
لعب مع هيوستن روكتس من سنة 2000 إلى 2002، ثم لعب مع فينيكس صنز في موسم 2002–2003، ثم لعب مع غولدن ستايت ووريورز في سنة 2003، ثم لعب مع ميلووكي باكز في موسم 2003–2004.

## روابط خارجية
- دان لانغي على موقع إن بي أي (الإنجليزية)
- دان لانغي على موقع سبورتس رفرنس (الإنجليزية)
- دان لانغي على موقع كرة السلة الأوروبية.كوم (الإنجليزية)
- دان لانغي على موقع كلية كرة السلة في سبورتس رفرنس.كوم (الإنجليزية)
- دان لانغي على موقع ريلجم (الإنجليزية)
- دان لانغي على موقع بروبوليرز (الإنجليزية)
- دان لانغي على موقع سبورتس رفرنس (الإنجليزية)